# Influência egípcia na cultura popular
A mitologia e a cultura egípcia influenciaram a cultura popular de muitas maneiras.

## Influência na arquitetura e nas artes
A arquitetura egípcia e os estilos hieráticos de baixa perspectiva da arte egípcia passaram por vários renascimentos no mundo ocidental. muitos obeliscos foram carregados como troféus por potências coloniais ou dados como presentes por líderes egípcios, e estão em vários lugares distantes do Egito. As " Agulhas de Cleópatra " que estão em Londres, Paris e Nova York são exemplos desses obeliscos transportados. Motivos arquitetônicos egípcios aparecem no Hypnerotomachia Poliphili, e Oedipus Aegyptiacus de Athanasius Kircher contém uma tentativa fantasiosa de traduzir os hieróglifos egípcios.
Os temas egípcios tornaram-se muito mais difundidos, no entanto, depois que Jean-François Champollion decifrou os hieróglifos egípcios, permitindo a leitura de obras egípcias. O século XIX provou ser um apogeu para a egípciozização de temas na arte, arquitetura e cultura; estes persistiram até o começo do século XX e foram revividos brevemente após a descoberta da tumba do Faraó Tutancâmon. Vários grupos místicos e fraternos incorporaram temas egípcios. A Ordem Hermética da Golden Dawn tinha uma loja "Ísis- Urânia" em Londres e uma loja Ahathoor em Paris. Os Shriners incorporaram temas islâmicos e egípcios em suas imagens visuais, incluindo seus fezzes característicos. O Templo do Santuário Murat em Indianápolis, Indiana, contém uma célebre sala egípcia, decorada com motivos hieroglíficos e murais com temática egípcia. A Antiga Ordem Mística Rosae Crucis (AMORC) abriu um Museu Egípcio Rosacruz em 1928.
Na literatura, Rick Riordan escreveu três livros baseados na mitologia egípcia no mundo moderno: As Crônicas de Kane - A Pirâmide Vermelha, O Trono de Fogo e A Sombra da Serpente. Esses livros são sobre as aventuras de dois irmãos, Sadie e Carter Kane, que descobrem que o antigo mundo egípcio ainda está entre eles e descobrem que têm o sangue de faraós e devem aprender a se tornarem mágicos na Casa da Vida. Em suas aventuras, eles encontram e interagem com vários deuses egípcios antigos.
Em The Age of Ra, de James Lovegrove, a humanidade é governada pelo panteão egípcio. Os deuses egípcios conquistaram o mundo derrotando todos os outros panteões que existiram. Desde então, eles dividiram o mundo em diferentes reinos com seus nomes.

## Representações da mitologia egípcia
- No videogame online SMITE, Anhur aparece como um personagem jogável como um Caçador do Panteão Egípcio.

### Amunet
- Na série de TV Penny Dreadful, a personagem de Vanessa Ives (interpretada por Eva Green) é considerada uma encarnação de Amunet.
- Na série de TV Stargate SG-1, Amaunet (interpretado por Vaitiare Bandera) é um personagem Goa'uld recorrente e consorte de Apophis.
- Amunet aparece retratada por Sofia Boutella em uma caracterização ficcional, como o papel titular no filme de 2017 A múmia. O filme é a primeira parcela oficial do Universo das Trevas.
- No videogame Assassin's Creed Origins, a personagem Aya mais tarde muda seu nome para Amunet, "o oculto".[5][6] Uma estátua de Amunet, identificando-a como a assassina de Cleópatra, apareceu no videogame anterior Assassin's Creed II.[7][8][9]

### Anúbis
- No filme Cat People de Val Lewton, de 1942, a protagonista Irena está em uma escada de museu ao lado de uma estátua gigante negra de Anúbis.
- No filme Uma Noite no Museu, Ídolos de Anúbis perseguem Larry Daley, até chegarem a uma abertura pela qual não conseguem passar.
- Em um episódio de The Backyardigans, duas estátuas de Anubis são vistas.
- No Universal Studios Orlando, na fila do passeio da Vingança da Múmia, um enorme Anúbis é visto.
- O spin-off de Doctor Who, K-9, apresenta uma cultura alienígena de Anubis no episódio "Curse of Anubis".
- Anúbis era um Goa'uld e grande inimigo na série de TV Stargate SG-1 . No filme Stargate original, um Jaffa com cabeça de Anúbis era um dos guardas do palácio do deus-rei Rá.
- No jogo de tiro em primeira pessoa com tema egípcio PowerSlave, um inimigo frequente é um zumbi Anubis.
- The Legend of Zelda: Ocarina of Time apresenta um inimigo em uma masmorra chamado Anubis, que se assemelha a um chacal mumificado, cuspidor de fogo e flutuante. Sua única fraqueza é o fogo.
- Ann Eriksson publicou um romance em 2009, intitulado In the Hands of Anubis, que se passa no Cairo, entre outros lugares, e apresenta muitas referências à mitologia egípcia.
- A UFO Interactive lançou o Anubis II para o Nintendo Wii em 18 de setembro de 2007.
- Kingdom Hospital, uma minissérie de TV de Stephen King, apresentava Antubis [sic] como o guardião do submundo, aparecendo como um homem e um tamanduá gigante.
- Em Yu-Gi-Oh! O Filme: Pirâmide de Luz, o principal antagonista chamava-se Anúbis, embora ele tivesse pouco em comum com as representações tradicionais.
- Em Beyblade: Metal Fury Fury Anubis é um Beyblade chamado "Mercury Anubis".
- Na série de animação Disney's Gargoyles, Anubis é destaque no episódio "Grief". Aqui ele é descrito como um dos filhos de Oberon, e é brevemente ligado ao vilão Chacal ciborgue por um feitiço.
- Anubis aparece em Gex 3 como um dos inimigos no (s) nível (is) do Antigo Egito.
- No episódio 4 da 2ª temporada de True Blood, "Shake and Fingerpop", Sookie e Bill viajam para Dallas nas companhias aéreas Anubis (uma companhia aérea charter que atende vampiros).
- O Digimon Anubismon é baseado no Anubis. Ele desempenha o papel de julgar o morto como alguém que renasceu como um digiegg ou foi enviado para a área escura.
- Na série de jogos Megaman Zero, há um inimigo recorrente e chefe chamado Anubis Necromancess, que, como o deus egípcio, tem uma cabeça em forma de chacal e uma lança como arma, até mesmo convocando robôs em decomposição como um ataque.
- No drama da ABC, Lost Anubis pode ser visto em hieróglifos no templo da Ilha.
- O show da Nickelodeon House of Anubis gira em torno de Anubis.
- No MMORPG RuneScape, o deus do panteão do deserto Icthlarin é fortemente baseado em Anúbis, com características como cabeça de chacal e o deus da mumificação, embalsamamento e guardião dos mortos.
- No mangá JoJo's Bizarre Adventure, um Stand chamado Anubis é amarrado a uma espada baseada no deus egípcio. Quem quer que desembainhe esta espada será possuído pelo Stand, como o fazendeiro egípcio Chaka e Polnareff.
- Na série de jogos Zone of the Enders, um dos dois Orbital Frames principais é feito como um chefe recorrente após Anubis e usa um bastão como arma.
- No jogo SCEE PlayStation MediEvil II, um dos quebra-cabeças que o jogador deve resolver requer que três artefatos sejam encontrados, os quais são usados como chaves. Um dos artefatos é o Cajado de Anúbis e deve ser recolocado em uma grande estátua sentada de Anúbis. (Kensington: o nível da Tumba)
- No filme O Retorno da Múmia, o Rei Escorpião supostamente troca sua alma para Anúbis por um exército de guerreiros com cabeça de chacal.
- Na série, as Crônicas de Kane, de Rick Riordan, Anúbis é retratado como um confuso deus adolescente, visto que Anúbis é um dos deuses egípcios mais jovens. Anúbis é retratada como um adolescente muito bonito com cabelo preto bagunçado e olhos castanhos que tem sentimentos pela protagonista feminina Sadie Kane, e mais tarde se tornou seu namorado.
- No videogame Sphinx and the Cursed Mumm, Anúbis é um personagem que desempenha um papel importante. Enquanto Sphinx visita muitos deuses da Egipto em sua aventura, Anúbis concede-lhe poderes e abre portais para vários lugares.
- No videogame online League of Legends, um campeão chamado Nasus é baseado no deus Anúbis e Renekton é baseado em Sobek.
- No jogo PSP Kamigami no Asobi: Ludere Deorum (traduzido como Mischief of the Gods), Anubis é uma das oito personagens principais do jogo em que a jogadora assume o papel da heroína e escolhe um dos personagens masculinos como ela interesse amoroso. Uma adaptação do jogo para uma série de anime para televisão foi ao ar em abril de 2014.
- Neopets apresenta um Petpet com o mesmo nome e semelhante a Anubis.
- Na franquia Dragon Ball de manga / anime, dois Deuses da Destruição (Hakaishin), Beerus e Champa, são baseados em Anubis.
- " Broken Sword: The Sleeping Dragon " tem uma sala na qual você deve usar seu conhecimento para passar pela porta. Esta sala é guardada por Anúbis e trapacear nesta sala resultará na morte pelo machado de dois lados de Anúbis.
- Na série animada Mummies Alive, Anúbis é um vilão menor e retratado como não sendo muito brilhante.
- No jogo indie amalucado Hyper Light Drifter, um chacal chamado Anubis ostentando uma auréola faz pequenas aparições e parece guiar o jogador pelo mundo do jogo. E o jogo em si depende do jogador trazer Anúbis de volta ao poder.
- No videogame online SMITE, Anúbis aparece como um personagem jogável como um Mago do Panteão Egípcio.
- No videogame Overwatch, há um antagonista do programa de deus de IA chamado Anubis, junto com um mapa chamado Templo de Anubis.
- O primeiro desafio no videogame Assassin's Creed Origins é para Anubis.[10][11]

### Apep
- Apophis é o primeiro grande antagonista Goa'uld na série militar de ficção científica Stargate SG-1, e o segundo na franquia depois de Ra. No entanto, um Apep separado também existe na mitologia da série.
- O asteróide 99942 Apophis, um asteróide da classe Aten , é nomeado em sua homenagem, porque estava no Nível 4 na escala de risco de impacto Torino entre 2004 e 2006.
- O nome Apep Heidemann foi dado ao principal antagonista do mangá japonês Seraphic Feather.
- Apep é um dos vilões da série de quadrinhos Mummies Alive, onde ele é um espírito ao invés de um deus. Ele tem sentimentos românticos por uma das guardiãs do faraó, Nefertina.
- The Books of Overthrowing Apep inspirou a canção Papyrus Containing The Spell To Preserve Your Possessor From Attacks From He Who Is In The Water no álbum de 2007 Ithyphallic da banda de death metal Nile (que são conhecidos por seus temas egípcios em geral). Outra música de Nile do mesmo álbum é chamada Laying Fire Upon Apep. Referências ao Apep aparecem em várias outras canções do Nilo.
- O conflito entre Apep e Rá aparece com destaque na história do super-herói Metamorpho da DC Comics, o Homem do Elemento.
- Apophis foi usado como o hospedeiro para selar o titã Hyperion no episódio de Saint Seiya. G.
- Nas histórias de Conan, o Bárbaro, de Robert E. Howard, há um deus cobra malvado chamado Set. Embora o nome seja de uma divindade egípcia diferente, ele pode ser baseado em Apep também. O nome também pode ser devido em parte ao fato de que em mitos egípcios posteriores, Set basicamente substituiu Apep em quase todos os sentidos e aspectos.
- Em A Pirâmide Vermelha, O Trono de Fogo e A Sombra da Serpente, de Rick Riordan, da série As Crônicas de Kane, Apófis é trancado em uma batalha com Bast antes do primeiro livro, mas é lançado. Ele é revelado como o vilão no final do primeiro livro, e é o principal antagonista da série antes de ser destruído no final de A Sombra da Serpente, quando sua sombra é capturada e destruída pelos Kanes após ele engolir Rá.
- Há uma carta no Yu-Gi-Oh! Jogo de cartas colecionáveis chamado "Embodiment of Apophis".[carece de fontes?]
- Apep é o Guardião dos Portões da Terra dos Vivos no Mundo Inferior e um chefe em O Rei Escorpião: Ascensão do Acádio, dublado por Mark Hamill.

### Astarte/Ashtoreth
- Astarte é interpretado por Natalie Becker no filme The Scorpion King 2: Rise of a Warrior e é um antagonista na linha da história.
- Astarte é interpretado por Yaya Deng no filme de 2016 Deuses do Egito.

### Bastet
- No videogame online SMITE, Bastet aparece como um personagem jogável como um Assassino do Panteão Egípcio.

- Em JoJo's Bizarre Adventure, Bastet é representado por um Stand com poderes magnéticos (chamado Bast in-work) sob a posse de Mariah.[carece de fontes?]

### Geb
- No videogame online SMITE, Geb aparece como um personagem jogável como um Guardião do Panteão Egípcio.
- Em JoJo's Bizarre Adventure, N'Doul controla um posto hidrocinético com o nome de Geb.

Quando os terremotos ocorreram, os antigos egípcios acreditavam que era a risada de Geb.

### Horus
- Horus aparece na história em quadrinhos de Enki Bilal , La Foire aux Immortels, e mais tarde no filme de 2004, Immortal .
- Horus aparece como o stand do falcão Pet Shop na terceira parte da Stardust Crusaders de JoJo's Bizarre Adventure.
- Na série de livros Blood of Ra de M. Sasinowski, Horus aparece como o líder dos Rathadi, uma raça ancestral da Atlântida.

- Na série de super-heróis de ação ao vivo da Filmation, Isis (com o novo título Secrets of Isis in syndication), que durou duas temporadas (1975-77), a professora de ciências do ensino médio Andrea Thomas (interpretada por Joanna Cameron) foi transformada em uma encarnação de Ísis por meio de o Amuleto Tutmose. Seu alter ego Ísis possuía os poderes dos animais e dos elementos. Foi ao ar como parte do Shazam / Isis Hour na CBS.
- No videogame online SMITE, Ísis aparece como um personagem jogável como um Mago do Panteão Egípcio.
- Ísis aparece como um dos maiores deuses egípcios no videogame Age of Mythology.
- Isis é a mãe de Horus na série de livros Blood of Ra de M. Sasinowski.

### Kheb
- Em Stargate SG-1, uma série de televisão baseada no filme de ficção científica de 1994, Stargate , Kheb é um planeta fictício onde Oma Desala e um número desconhecido de monges viveram, no episódio Maternal Instinct. Mais tarde, é mencionado no episódio Warrior como o local de descanso do bravo e poderoso Jaffa.

### Khepri
- No videogame online SMITE, Khepri aparece como um personagem jogável como um Guardião do Panteão Egípcio.
- No videogame Bayonetta 2, Khepri é uma Demoness of Inferno e o patrocinador demoníaco de Rosa.

### Medjed
- O anime Kamigami no Ki (Crônicas dos Deuses) é centrado em torno do deus egípcio Medjed e suas desventuras.
- Medjed aparece como o personagem titular no jogo Flying Mr. Medjed, que foi lançado para telefones celulares.

- No videogame online SMITE, Neith aparece como um personagem jogável como um Caçador do Panteão Egípcio.

### Petsuchos
- No jogo de computador Age of Mythology, Petsuchoi são retratados como crocodilos lançando raios de sol de discos em suas cabeças. Eles são unidades míticas sagradas para Hathor (Sobek não aparece no jogo) Na versão para Nintendo DS Age of Empires: Mythologies, Sobek aparece como um deus menor que comanda Petsuchoi.
- No Son of Sobek, Carter Kane e Percy Jackson se unem para derrotar um petsuchos que está violento em um bairro de Montauk. Mais tarde, é revelado ser um teste pelo mago maligno Setne de sua nova magia híbrida greco-egípcia e das respostas dos semideuses e mágicos.

### Ra
- Ra é um dos grandes deuses egípcios no jogo Age of Mythology .
- O deus Rá foi retratado por Jaye Davidson no filme Stargate de 1994, no qual ele é retratado como um alienígena faminto por poder na forma de um menino, que viajou pela galáxia (galáxias no filme) em busca de um novo hospedeiro que poderia sustentar seu corpo moribundo. Ele chegou à Terra e descobriu a humanidade, percebendo com sua tecnologia que poderia se sustentar indefinidamente em um corpo humano. Ele assumiu a personalidade do deus Rá e governou a terra por muitos milênios.
- Ra aparece em Samurai Jack, e é um dos três deuses que forjaram a katana de Jack, os outros dois sendo Odin e Vishnu . Ele aparece pela primeira vez no 31º episódio, "Jack no Egito", e então faz suas aparições restantes junto com Odin e Vishnu, no 38º episódio, "Nascimento do Mal, Parte 2", que demonstra seu papel na criação da katana, e no 59º episódio, "Episódio XCVIII", onde os três deuses não apenas ajudam o abatido Samurai Jack a recuperar sua espada, mas também o devolvem à aparência das primeiras quatro temporadas.[carece de fontes?]
- No Yu-Gi-Oh! jogo de cartas, uma das três cartas de deus egípcio é chamada de "O Dragão Alado de Ra", que é provavelmente baseado em Ra. Além disso, no anime, existe uma carta chamada "Ra's Disciple".
- No videogame online Heroes of Newerth, um herói chamado Amun-Ra é baseado em Ra.
- Em Pokémon Black and White, a criatura Volcarona é fortemente inspirada na aparência de Hathor e uma mariposa Atlas, e em um aspecto religioso de Ra. Na entrada da Pokédex, um relato mitológico fala sobre as cinzas de um vulcão escurecendo o sol e as chamas de Volcarona fornecendo uma substituição de luz. Outros fatos, como o título de "Pokémon do Sol" e o fato de morar no jogo em um templo do sol abandonado em um deserto, implicam que ele é uma divindade solar semelhante a Rá.
- Em The Kane Chronicles, Rá é retratado como o rei original dos deuses e quando encontrado e revivido em O Trono de Fogo, um velho senil. Ele eventualmente recupera sua sanidade no último livro da trilogia, The Serpent's Shadow, a tempo de ajudar a derrotar o principal antagonista da série, Apophis.
- No videogame online SMITE, Rá aparece como um personagem jogável como um Mago do Panteão Egípcio.
- Ra (banda americana) é uma banda americana de metal alternativo e pós-grunge de Los Angeles, Califórnia, cujo nome vem do deus egípcio do sol.

- No videogame online SMITE, Serqet aparece como um personagem jogável como um Assassino do Panteão Egípcio.
- Em Stargate Origins, Serqet (interpretado por Michelle Jubilee Gonzalez) é um personagem Goa'uld.

### Set
- Set é um deus principal no jogo Age of Mythology, que concede bônus aos adoradores em arqueiros e conversão de animais selvagens.
- O guitarrista da banda polonesa de death metal enegrecido Behemoth atende pelo nome artístico de Seth, provavelmente como uma referência ao deus egípcio Set (também escrito Seth), irmão de Osíris.
- Seth foi o vilão de um único episódio no Stargate SG-1 .
- Yu-Gi-Oh! referências Definido no nome de seu personagem Seto Kaiba.
- Em JoJo's Bizarre Adventure, o lacaio de DIO, Alessi, possuía um Stand com o nome de Set (referido como Sethan), que estava ligado à sua sombra e tinha o poder de envelhecer quem pisou nele para que Alessi pudesse abusar deles.
- Na série animada Conan, o Aventureiro, Set é descrito como um deus-cobra gigante do mal.
- Os Seguidores de Set ou Setitas são um clã fictício de vampiros (também conhecido como o "Clã da Cobra" ou "Serpentes") dos livros e jogos de RPG da White Wolf Game Studio ambientados no Velho Mundo das Trevas (Vampiro: The Dark Ages and Vampire: The Masquerade).
- O episódio de Doctor Who "Pyramids of Mars " apresenta Sutekh (outro nome para Set) como o principal antagonista. Aqui, Sutekh é o último de uma poderosa raça alienígena chamada Osirians e tem poder sobre múmias robóticas e um arqueólogo chamado Marcus Scarman. Ele precisa destruir o Olho de Horus, uma força que o mantém preso.
- Na série animada Mummies Alive!, Set é um cão como um vilão menor. Ele é dublado por Scott McNeil.
- Neopets apresenta um Petpet chamado Seti que se parece com Set.
- Em As Crônicas de Kane, Set é o principal antagonista no primeiro livro A Pirâmide Vermelha, mas um anti-herói menor em O Trono de Fogo e A Sombra da Serpente.

### Sobek
- A estátua na ilha do programa de TV americano Lost é de Sobek.
- A banda americana de death metal Nile se refere a Sobek / Sebek em várias canções, a mais óbvia sendo "Sacrifice Unto Sebek" de seu álbum de 2005, Annihilation of the Wicked .
- No jogo de tiro em primeira pessoa com tema egípcio PowerSlave, há um artefato místico chamado "Máscara Sobek", que permite ao portador respirar debaixo d'água.
- Um supervilão fictício publicado pela DC Comics, aparecendo pela primeira vez em 52 # 26 (2006).
- No Yu-Gi-Oh! No jogo de cartas existe uma carta chamada "Bênção de Sebek" que é baseada em Sobek.
- No videogame online League of Legends, um campeão chamado Renekton é baseado no deus Sobek.
- Na temporada 5 do episódio 8 Shadow de Buffy the Vampire Slayer, um artefato comprado pelo personagem Glory é referido como pertencente ao culto de Sobek, que é conhecido como um 'deus dos répteis' geral ao invés de apenas crocodilos. É usado como parte de um feitiço de transmogrificação para transformar uma cobra em um monstro cobra gigante capaz de caçar a Chave.
- Na série de televisão britânica Primeval, em que uma equipe investiga portais do tempo que levam a eras pré-históricas, está implícito que Sobek era na verdade um Pristichampsus adorado pelos egípcios.
- Ele aparece em The Kane Chronicles como um antagonista em The Red Pyramid, trabalhando para Set. Ele ataca Carter e Sadie Kane, bem como seu protetor Bast no Rio Grande e tenta matá-los. Bast acabou se sacrificando para banir Sobek de volta para seu reino, o Duat. Depois da derrota de Set, ele apóia Hórus e retorna na Sombra da Serpente como um guarda na jornada noturna de Rá. Quando Rá renasce, ele o anuncia e luta contra Apófis com Rá, Bes e Bast. Ele não é visto novamente e deixa a Terra com os outros deuses. No Filho de Sobek, um petsuchos, conhecido como "filho de Sobek" luta Percy Jackson e Carter Kane e é derrotado. Carter inicialmente pensa que o monstro pode ser o próprio Sobek quando ele vê que é um crocodilo e fica irritado porque Sobek prometeu se comportar, já que eles estão do lado bom de Rá.
- No videogame online SMITE, Sobek aparece como um personagem jogável como um Guardião do Panteão Egípcio.
- No videogame Assassin's Creed: Origins, a Ubisoft publicou um novo desafio onde Bayek, o personagem principal, enfrenta Sobek.[12][13][14]

- Neopets apresenta um Petpet chamado Tawaret.
- Em The Kane Chronicles, Tawaret é uma deusa hipopótamo e um interesse amoroso do deus Bes. Ela ajuda o protagonista a localizar Rá em O Trono de Fogo e mais tarde lidera um exército de deuses senis em seu auxílio em A Sombra da Serpente.

### Thoth
- Na série de jogos Zone of the Enders, o Orbital Frame principal que o jogador controla é chamado Jehuty, cujo nome é derivado de uma representação alternativa do nome de Thoth, Djehuti.
- Nas Crônicas de Kane, Thoth é retratado como o deus da Sabedoria um tanto distraído que ajuda os Kanes a descobrir como derrotar Set na Pirâmide Vermelha. Em The Serpent's Shadow, ele ajuda os Kanes a descobrir como matar Apophis, mas não os ajuda muito diretamente, pois é proibido.
- No jogo PSP Kamigami no Asobi: Ludere Deorum (traduzido como Mischief of the Gods), Thoth é uma das 8 personagens principais do jogo em que a jogadora assume o papel da heroína e escolhe uma das personagens masculinas como ela interesse amoroso. Uma adaptação do jogo para uma série de anime para televisão foi ao ar em abril de 2014.
- Em JoJo's Bizarre Adventure, Boingo's Stand Thoth assume a forma de uma história em quadrinhos divinatória.
- No videogame online SMITE, há um item chamado Livro de Thoth que é uma referência direta a Thoth e também aparece como um personagem jogável como um Mago do Panteão Egípcio.

### Panteão Geral
Nos jogos de RPG Palladium Fantasy and Rifts, ambos da Palladium Books, a Igreja da Luz e das Trevas é baseada no antigo panteão egípcio, com Rá, Thoth e Ísis sendo os principais entre os deuses da luz e Set, Anúbis e Apepi sendo os principais deuses das trevas. No romance American Gods de Neil Gaiman, a história é reinventada de forma que deuses mitológicos da Europa, África e Ásia foram trazidos ao Novo Mundo como ideias que se manifestam em forma física e estão travando uma guerra contra novos deuses. O Sr. Ibis (Thoth) e o Sr. Jacquel (Anubis) possuem uma funerária juntos no Cairo, Illinois, com seu gato Bast (Bastet) e Horus.
Além do citado acima, o terceiro arco de JoJo's Bizarre Adventure tem quatro outros Stands com o nome de deuses do panteão egípcio antigo: Atum (pertencente a Telence T. D'Arby), Khunum (pertencente a Oingo) e Osiris (pertencente a Daniel J . D'Arby). Digno de nota, todos os seus usuários são antagonistas do arco.

### A múmia
- O personagem-título do filme de terror da Universal de 1932 A múmia é o príncipe Imhotep reanimado, que usa o pseudônimo de Ardeth Bay (um anagrama de "Morte de Ra ") e foi renomeado como Mehemet Bey em adaptações posteriores de A múmia, mas como um personagem separado do próprio monstro.
- A versão de 1999 de The Mummy, sua sequência The Mummy Returns e o filme spinoff The Scorpion King investigam mais profundamente os aspectos místicos da mitologia egípcia do que a versão original. Além disso, um "Medjai" chamado Ardeth Bay, uma referência ao pseudônimo do filme original para o Imhotep reanimado, ajuda os O'Connors a lutar contra a múmia.
- Em League of Legends, um campeão chamado Amumu também é baseado em The Mummy.